# Список українських літературних об'єднань
Список українських літературних об'єднань об'єднує неформальні та формальні літературні організації та угрупування україномовних письменників в Україні та за кордоном. Літературні групи найактивніше формувалися в 1920-х та в 1990-х роках, а також в еміграції. Натомість у СРСР офіційним мистецьким стилем був соцреалізм.
| Назва                                                      | Час існування     | Головні представники |
| ---------------------------------------------------------- | ----------------- | --- |
| Авангард                                                   | 1925–1930         | Валер'ян Поліщук, Олександр Левада, Леонід Чернов (Малошийченко), Раїса Троянкер, Віктор Ярина |
| Асоціація українських письменників                         | 1997              | велика кількість членів |
| Асоціація панфутуристів (Аспанфут)                         | 1921–1924         | Михайль Семенко, Ґео Шкурупій, Юліан Шпол, Олекса Слісаренко, Мирослав Ірчан, Марко Терещенко, Микола Бажан, Юрій Яновський, Олекса Влизько, Володимир Ярошенко                                                                                                |
| Аспис                                                      | 1923–1924         | Валер'ян Підмогильний, Борис Антоненко-Давидович, Григорій Косинка, Микола Зеров, Людмила Старицька-Черняхівська, Наталя Романович-Ткаченко та інші. |
| Баски: Листи дуба Герніки                                  | 1995              | Богдан Скаврон, Андрій Карпінський. Львівський літературний проект, що представляв творчість поетів Богдана Скаврона та Андрія Карпінського, ініціали яких і утворюють абревіатуру їхнього літугрупування.                                                     |
| Бахмацька школа (ДАК)                                      | 1977              | Костянтин Москалець, Володимир Кашка, Микола Туз, Андрій Деркач |
| Біла студія                                                | 1918              | Павло Тичина, Яків Савченко, Олекса Слісаренко, Володимир Кобилянський, Дмитро Загул |
| Бу-Ба-Бу                                                   | 1985              | Юрій Андрухович, Олександр Ірванець, Віктор Неборак |
| Всеукраїнська спілка пролетарських письменників (ВУСПП)    | 1927              | Іван Кулик, Володимир Коряк, Іван Микитенко, Іван Кириленко |
| Вільна Академія Пролетарської Літератури (ВАПЛІТЕ)         | 1926–1928         | Микола Хвильовий, Михайло Яловий, Аркадій Любченко, Олесь Досвітній, Микола Куліш, Марк Йогансен, Григорій Епік, Павло Тичина, Іван Сенченко, Олекса Слісаренко, Петро Панч, Микола Бажан, Юрій Яновський, Юрій Смолич, Іван Дніпровський, Олександр Копиленко |
| Гарт                                                       | 1923–1925         | Василь Еллан-Блакитний, Іван Кулик, Володимир Сосюра, Валер'ян Поліщук, Майк Йогансен, Павло Тичина. Олександр Довженко, Микола Хвильовий |
| Голінні ентузіасти рака літературного (Геракліт)           | 1991              | Назар Гончар, Іван Лучук, Микола Мірошниченко, Анатолій Мойсієнко |
| Горно (Група західноукраїнских пролетарських письменників) | 1929–1933         | Василь Бобинський, Степан Тудор, Ярослав Галан, Петро Козланюк |
| Гроно                                                      | 1920              | Валер'ян Поліщук, Павло Филипович, Дмитро Загул, Григорій Косинка, Ґео Шкурупій |
| Гурт поетів-втікачів "Кульгаве Число"                      | 2005              | Сергій Левитаненко |
| Дванадцятка                                                | 1934–1939         | Анатоль Курдидик, Іван Чернява, Зенон Тарнавський, Ярослав Курдидик, Василь Ткачук, Володислав Ковальчук, Карло Мулькевич, Федь Триндик, Роман Антонович, Богдан Цісик                                                                                         |
| Друзі Еліота                                               | 1997              | Анатолій Дністровий, Андрій Іванов, Сергій Коноваленко |
| Елітер                                                     | 2011–             | велика кількість членів спілки |
| Жовтень                                                    | 1924–1926         | Іван Ле, Юрій Яновський, Микола Терещенко |
| Західна Україна                                            | 1925–1933         | Дмитро Загул, Мирослав Ірчан, Василь Бобинський,Володимир Гадзінський |
| Західний вітер                                             | 1994              | Василь Махно, Борис Щавурський, Гордій Безкоровайний, Віталій Гайда |
| Київська школа поезії                                      | 1965              | Василь Голобородько, Віктор Кордун, Микола Воробйов, Михайло Григорів |
| Комуністичний космос (Комкосмос)                           | 1921              | Олекса Слісаренко, Ґео Шкурупій, Микола Терещенко, Олег Шимков |
| Куртуазний матріархат                                      | 2012              | Євгенія Чуприна, Анна Малігон, Каріна Тумаєва, Мар'яна Луна |
| Ланка                                                      | 1924–1926         | Валер'ян Підмогильний, Євген Плужник, Борис Антоненко-Давидович, Тодось Осьмачка, Григорій Косинка, Марія Галич |
| Листопад                                                   | 1928–1931         | Роман Драган, В. Ковальчук, Богдан Кравців, Анатоль Курдидик, Степан Ленкавський, Іван Чернява, Р. Ольгович, Євген-Блій Пеленський, Ж. Процишин, Володимир Янів                                                                                                |
| Логос                                                      | 1927–1931         | Олександр Мох, Григор Лужницький, Василь Мельник, Стефан Семчук, Дмитро Бандрівський, Роман Сказинський, Теофіль Коструба |
| ЛуГоСад                                                    | 1984–2009         | Іван Лучук, Назар Гончар, Роман Садловський |
| Маґнум Опус                                                | 2011              | Катерина Стрельнікова, Анна Єгорова, Олена Маляренко, Іра Домненко, Андрій Коновалов, Дмитро Козуленко, Денис Стерн, Анна Ютченко, Катя Кролевська, Каріна Тютюнник, Любов Гончаренко, (Сергій) Макаренко, Іра Мисник, Містер Коржик                           |
| Майстерня революційного слова (МАРС)                       | 1924–1929         | Валер'ян Підмогильний, Григорій Косинка, Євген Плужник, Борис Антоненко-Давидович, Дмитро Фальківський, Тодось Осьмачка, Борис Тенета, Іван Багряний, Гордій Брасюк, Марія Галич                                                                               |
| Ми                                                         | 1920-ті–1930-ті   | Євген Маланюк, Андрій Крижанівський, Наталя Лівицька-Холодна |
| Мистецький український рух (МУР)                           | 1945–1948         | Віктор Петров, Ігор Костецький, Улас Самчук, Юрій Шевельов, Володимир Державин, Олег Зуєвський, Михайло Орест, Іван Багряний, Юрій Косач, Василь Барка, Докія Гуменна, Тодось Осьмачка                                                                         |
| Митуса                                                     | 1921–1922         | Василь Бобинський, Олесь Бабій, Роман Купчинський, Юрій Шкрумеляк, Левко Лепкий |
| ММЮННА ТУГА                                                | 1990              | Мар'яна Савка, Маріанна Кіяновська, Юлія Міщенко, Наталя Сняданко, Наталя Томків, Анна Середа |
| Молода Література                                          | 2002              | Петро Щербина, Олексій Кузьменко, Карина Тумаєва, Діма Траст |
| Молода муза                                                | 1906–1929         | Богдан Лепкий, Петро Карманський, Михайло Яцків, Сидір Твердохліб, Василь Пачовський, Остап Луцький |
| Молодняк                                                   | 1926–1932         | Павло Усенко, Леонід Первомайський, Іван Момот, Володимир Кузьмич, Олексій Кундзіч, Ярослав Гримайло, Дмитро Гордієнко, Олександр Корнійчук, Микола Шеремет, Анатолій Шиян                                                                                     |
| Музагет                                                    | 1918              | Яків Савченко, Дмитро Загул, Микола Терещенко, Володимир Кобилянський, Михайло Жук, Володимир Ярошенко |
| Музейний провулок, 8                                       | 1990              | Віталій Борисполець, Олександр Бригинець, Володимир Жовнорук |
| Національна спілка письменників України                    | 1934/1998         | велика кількість членів |
| Неабищо                                                    | 2000              | Тетяна Шебудей |
| Неокласики                                                 | 1920-ті           | Микола Зеров, Павло Филипович, Михайло Драй-Хмара, Освальд Бургардт, Максим Рильський |
| Нечувані                                                   | 1995              | Олена Галета, Галина Крук, Ірина Старовойт |
| Нова генерація                                             | 1927–1930         | Михайль Семенко, Ґео Шкурупій, Дмитро Бузько, Леонід Скрипник, Олексій Полторацький, Олекса Влизько, Володимир Коряк, Володимир Гаряїв |
| Нова деґенерація                                           | 1991              | Іван Андрусяк, Степан Процюк, Іван Ципердюк |
| Нью-Йоркська група                                         | 1958              | Емма Андієвська, Юрій Тарнавський, Віра Вовк, Богдан Рубчак, Женя Васильківська, Патриція Килина, Богдан Бойчук |
| Обрій                                                      | 1950-ті           | Василь Стус, Олег Орач, Тимофій Принцевський, Андрій Лазаренко, Станіслав Ципляк |
| Оксія                                                      | 2006              | Костянтин Куліков |
| Орден Чину Ідіотів (ОЧІ)                                   | 1995              | Назар Гончар, Роман Козицький, Володимир Костирко, Андрій Крамаренко, Іван Лучук, Ігор Драк |
| Плуг                                                       | 1922–1932         | Сергій Пилипенко, Андрій Головко, Андрій Панів, Іван Сенченко, Григорій Епік, Іван Кириленко, Олександр Копиленко, Докія Гуменна, Петро Панч, Іван Шевченко, Володимир Ґжицький, Павло Усенко                                                                  |
| Покутська трійця                                           |                   | Василь Стефаник, Лесь Мартович, Марко Черемшина |
| Празька школа                                              | 1920-ті           | Юрій Липа, Юрій Клен, Оксана Лятуринська, Галина Мазуренко, Олег Ольжич, Олена Теліга, Леонід Мосендз, Євген Маланюк |
| Пропала грамота                                            | 1990              | Юрко Позаяк, Віктор Недоступ, Семен Либонь |
| Пролітфронт                                                | 1930–1931         | Микола Хвильовий, Григорій Епік, Микола Куліш, Іван Момот |
| Пряшівська літературна спілка                              | 1850–1853         | Олександр Духнович |
| Пси святого Юра                                            | 1994–1997         | Юрій Покальчук, Юрій Андрухович, Ігор Римарук, Василь Герасим'юк, В'ячеслав Медвідь, Віктор Неборак, Олександр Ірванець, Тарас Федюк |
| НЛО «Ротонда»                                              | 2006              | Андрій Любка, Лесь Белей, Vik Коврей, Валентин Кузан |
| Руська трійця                                              | 1833–1837         | Маркіян Шашкевич, Іван Вагилевич, Яків Головацький, Григорій Ількевич, Маркел Кульчицький |
| Севастопольська українська літературна спілка              | 2002              | Дмитро Вітюк, Світлана Дорошенко, Микола Гук, Мирослав Мамчак, Володимир Проценко, Катерина Житнікова, Олена Гринник, Любов Пласкальна |
| Село і місто (СіМ)                                         | 1924–1927         | Гео Коляда, Кость Буревій, Володимир Ґадзінський |
| Сонячні вітрила                                            |                   | |
| Сім Герц                                                   |                   | |
| Слово                                                      | 1954–1997         | велика кількість членів |
| Спілка літераторів Кременчука «Славутич»                   | 1949–             | велика кількість членів |
| СТАН                                                       | 1999              | Олександр Сігіда, Олена Заславська, Ярослав Мінкін, Любов Якимчук, Костянтин Скоркін, Костянтин Реуцький, Олександр Хубєтов. |
| Танк                                                       | 1929–1933         | Юрій Липа, Євген Маланюк, Павло Зайцев, Аванір Коломиєць, Юрій Косач, Андрій Крижанівський, Наталя Лівицька-Холодна, Петро Холодний, Олена Теліга |
| Творча асоціація «500»                                     | 1993              | Максим Розумний, С. Руденко, Роман Кухарук, В. Квітка, Андрій Кокотюха |
| Техно-мистецька група А                                    | 1920–1930-ті роки | Майк Йогансен, Юрій Смолич, Левко Ковалів, Олександр Довженко |
| Трактор                                                    | 1934–1938         | Пилип Рудь, Натан Рибак, Володимир Гавриленко, Петро Дорошко, Володимир Конвісар |
| Фантастичні talk(s)                                        | 2021-             | Наталія Довгопол, Ірина Грабовська, Наталія Матолінець, Дарія Піскозуб, Світлана Тараторіна |
| Фламінго                                                   | 1919              | Олекса Слісаренко, Ґео Шкурупій, В. Ярошенко |
| Харківська школа романтиків                                | 1830–1840-ві роки | Ізмаїл Срезневський, Амвросій Метлинський, Микола Костомаров, Левко Боровиковський, Михайло Петренко, Опанас Шпигоцький |
| ХаДЛА (Харківсько-Донецький літературний альянс)           | 1998–1999         | Ігор Бондар-Терещенко, Сергій Жадан, Олег Соловей, Анна Біла, О. Кажан |
| Червона Фіра                                               | 1992              | Сергій Жадан, Ростислав Мельників, Ігор Пилипчук |
| OST                                                        |                   | Олег Соловей, Анна Біла |
| Клуб геїв-націоналістів                                    | 2022-нині         | Ліана, Перчиць Ізабелла, Тао |